# Pułap (budownictwo)
Pułap – warstwa desek, w drewnianych stropach, przybita do belek stropowych (najczęściej od spodu).
Ślepy pułap – warstwa desek wewnątrz konstrukcji stropu mocowana do belek stropowych za pomocą listew przybitych do bocznej powierzchni belek. Na tej warstwie układana była polepa, której zadaniem było wygłuszenie stropu i jego izolacja termiczna.